# Fareva
Die Holding Fareva S.A. ist ein Auftragshersteller von Kosmetika, Arzneimitteln, Reinigungsmitteln für  Haushalt und Industrie, Nahrungsergänzungsmitteln und weiteren Produkten.
Im Bereich Kosmetika ist Fareva einer der weltgrößten Lohnfertiger und in Europa Marktführer. Auftraggeber sind unter anderem Chanel, Lancôme, Cartier, Dior, Yves Saint Laurent, Hugo Boss, Azzaro, Bulgari, Amway und andere.
2007 erzielte die Gruppe mit 3000 Beschäftigten einen Umsatz von über 473 Millionen Euro, davon 43 % im Bereich Kosmetik, 41 % im Bereich Arzneimittel und 16 % im Bereich Haushalts-/Industrieprodukte. Das „Istituto De Angeli“ in Reggello wurde am 1. Juli 2009 von Boehringer Ingelheim übernommen. 2010 erzielte Fareva mit 5.500 Beschäftigten bereits einen Umsatz von 1.200 Millionen Dollar. Sie verfügt über 28 Produktionsstätten. Davon liegen die meisten in Frankreich, eine in Deutschland (Excella GmbH in Feucht bei Nürnberg), eine in der Schweiz (Excelvision AG in Hettlingen ZH), eine in Österreich (Unterach) und eine in Uschhorod (Ukraine). Rechtlicher Firmensitz ist Luxemburg.
Mit Fareva do Brasil in São Paulo und Fareva Richmond gelang 2011 der Sprung nach Amerika.